# Paweł Gadziała
Paweł Gadziała (ur. 22 września 1973 w Tarnowie) – polski piłkarz występujący na pozycji pomocnika.
Gadziała pierwsze kroki w futbolowym świecie stawiał w zespole Błękitnych Tarnów. W 1993 roku piłkarzem zainteresowali się szkoleniowcy I-ligowego wówczas Sokoła Pniewy. Do klubu tego Gadziała trafił jesienią. Mimo to w sezonie 1993/1994 nie wystąpił w żadnym I-ligowym spotkaniu pniewskiej ekipy. Do debiutu piłkarza w ekstraklasie doszło rok później.
W 1995 roku Paweł Gadziała przeniósł się do Stomilu Olsztyn. Z klubem tym w sezonie 1995/1996 zajął 6. miejsce w końcowej tabeli I-ligi. W tym oraz w dwóch kolejnych sezonach piłkarz rozegrał 66 spotkań w ekstraklasie, strzelając 5 bramek.
Jesienią 1998 zawodnik trafił do MKS Mława. W drużynie tej nie zagościł jednak zbyt długo, gdyż wiosną 1999 roku był już piłkarzem Petrochemii Płock. W Płocku piłkarz spędził kolejne pół roku, po czym swą grą zainteresował działaczy Stali Stalowa Wola, w której występował przez następne dwa lata.
W latach 2001–2002 Gadziała reprezentował barwy trzech zespołów: Resovii, Świtu Nowy Dwór Mazowiecki oraz Hetmana Zamość. W żadnym z tych klubów nie zadomowił się jednak na długo i w 2003 roku wrócił do Olsztyna do II-ligowego już wówczas Stomilu. W związku z rozwiązaniem klubu po sezonie 2002/2003 Gadziała zmuszony był do znalezienia nowego pracodawcy. Jesienią 2003 roku ponownie znalazł się w kadrze MKS Mława, lecz już pół roku później był piłkarzem Pilicy Białobrzegi. Ostatnim dotąd klubem Gadziały był GLKS Nadarzyn, w którym piłkarz występował w rundzie jesiennej sezonu 2004/2005. Od wiosny 2006 zaczął grać dla drużyny Utrata Pawłowice a rok później przeniósł się do zespołu KS Teresin, gdzie w 2012 zakończył karierę.